# Rolf Schneider (Mathematiker)

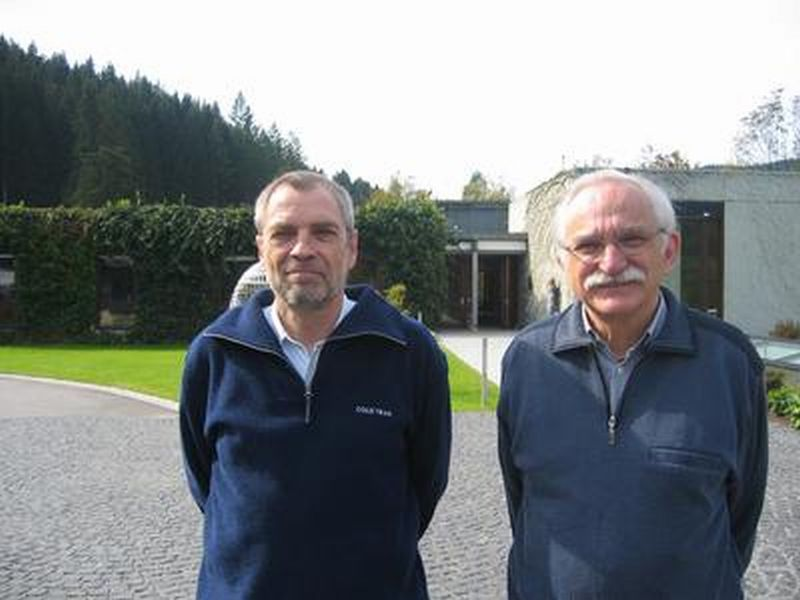
Rolf Schneider (rechts) mit Wolfgang Weil, Oberwolfach 2007

Rolf G. Schneider (* 17. März 1940 in Hagen) ist ein deutscher Mathematiker, der sich mit Geometrie befasst.
Schneider wurde 1967 bei Ruth Moufang an der Johann Wolfgang Goethe-Universität Frankfurt am Main promoviert (Elliptisch gekrümmte Hyperflächen in der affinen Differentialgeometrie im Großen). Nach der Habilitation 1969 in Bochum war er ab 1970 wissenschaftlicher Rat und Professor an der Universität Frankfurt. 1970 wurde er ordentlicher Professor an der TU Berlin und 1974 an der Albert-Ludwigs-Universität Freiburg.
Schneider befasst sich mit Integralgeometrie, Konvexgeometrie und Stochastischer Geometrie und verfasste auf allen drei Gebieten Monographien oder Lehrbücher.
1967 löste er (wie gleichzeitig der US-Amerikaner Clinton Myers Petty) das Problem von Shephard (1964): Seien K, L zentralsymmetrische konvexe Körper  im n-dimensionalen euklidischen Raum und seien die Volumina der Projektionen von K auf eine Hyperebene stets kleiner oder gleich als die von L, dann vermutete Shephard, dass das Volumen von K kleiner gleich dem von L ist. Für n = 1,2 trifft dies zu. Für höhere Dimensionen nach Petty und Schneider dagegen nicht.
Er ist Fellow der American Mathematical Society. Seit 1989 ist er Mitherausgeber von Discrete and Computational Geometry. 2004 wurde ihm von der Universität Salzburg die Ehrendoktorwürde verliehen.

## Schriften
- Convex bodies: the Brunn-Minkowski theory, Cambridge UP, 1993, 2. Auflage 2014
- mit Wolfgang Weil: Stochastic and Integral Geometry, Springer 2008
- mit Wolfgang Weil: Stochastische Geometrie, Vieweg/Teubner 2000
- mit Wolfgang Weil: Integralgeometrie, Teubner 1992
- mit  Joseph Mecke, Dietrich Stoyan, Wolfgang R. R. Weil: Stochastische Geometrie, Birkhäuser 1990
- Herausgeber mit  T. Bisztriczky, Peter McMullen, A. I. Weiss: Polytopes: Abstract, Convex and Computational, NATO Science Series C, Springer 1994
- Herausgeber mit Adrian Baddeley, Imre Bárány, Wolfgang Weil: Stochastic Geometry, CIME Summer School in Martina Franca, September 2004, Lecture notes in mathematics 1892, Springer 2007